# Cymbiodyta beckeri
Cymbiodyta beckeri är en skalbaggsart som beskrevs av Ales Smetana 1974. Cymbiodyta beckeri ingår i släktet Cymbiodyta och familjen palpbaggar.

## Underarter
Arten delas in i följande underarter:
- C. b. beckeri
- C. b. picta